# دربندک
دربندک (به لاتین: Darbandak) یک منطقهٔ مسکونی در افغانستان است که در ولسوالی خواهان واقع شده‌است.